# 齿叶柳
齿叶柳（学名：Salix denticulata）是杨柳科柳属的植物。分布于尼泊尔、印度、锡金以及中国大陆的西藏、四川、云南等地，生长于海拔2,500米的地区，多生在河边，目前尚未由人工引种栽培。